# Amin Howeidi
Amin Howeidi (* 22. September 1921 in Al-Minufiyya; † 31. Oktober 2009 in El-Quba) arabisch: أمين هويدي, war ein ägyptischer Politiker.

## Leben
Amin Howeidi war Botschafter von Gamal Abdel Nasser in der Ära des nasseristischen irakischen Staatspräsidenten Abd as-Salam Arif in Bagdad, welche die Vereinigte Arabische Republik Ägypten und Irak anstrebten.
Er erhielt von Gamal Abdel Nasser den Auftrag, den Sechstagekrieg zu analysieren. In der Folge wurden Salah Nasr und Abd al-Hakim Amer verhaftet. Howeidi beteuerte, dass Amer Suizid begangen hatte.
Unter seiner Leitung enttarnte der Dschihaz al-Muchabarat al-Amma 53 Mitarbeiter des Mossad. 1971 wurde Howeidi unter Anwar as-Sadat kurzzeitig verhaftet. Er veröffentlichte 25 Bücher in arabischer und englischer Sprache und schrieb für ägyptische Zeitungen, wie die Al-Ahram Weekly.